# David Bennent
David Bennent (Lausana, 9 de septiembre de 1966) es un actor suizo.
A los 12 años se hizo famoso con su papel protagonista en la película de Volker Schlöndorff El tambor de hojalata (1979).

## Filmografía
- Michael Kohlhaas (2013) - César
- Ulzhan (2007) - Shakuni
- She Hate Me (2004) -  Dr. Herman Schiller
- Legend (1985) - Honeythorn Gump
- Canicule (1984) - Chim
- El tambor de hojalata (1979) - Oskar Matzerath